# Chevrolet SSR
De Chevrolet SSR (Super Sport Roadster) is een pick-up van het Amerikaanse automerk Chevrolet. De SSR werd gebouwd op hetzelfde platform dat werd gebruikt voor de Chevrolet TrailBlazer. Het productiemodel van de wagen is gebaseerd op de gelijknamige conceptwagen die in 2000 werd voorgesteld op de North American International Auto Show.  
In 2004 voldeed de SSR met 9000 verkochte exemplaren niet aan de verwachtingen van Chevrolet. Toen twee jaar later de fabriek in Lansing gesloten werd betekende dit ook meteen het einde van deze wagen. In totaal werden 24.150 modellen geproduceerd waarvan 24.112 aan het publiek werden verkocht.
Tijdens de Indianapolis 500 in 2003 deed de wagen dienst als safety car. 